# Grzegorz Pojmański
Le professeur Grzegorz Pojmański, né le 16 avril 1959 à Varsovie, en Pologne, est un astronome polonais travaillant à l'Observatoire astronomique de l'Université de Varsovie. En 1997, Pojmański et le professeur Bohdan Paczyński ont mis en œuvre le projet All Sky Automated Survey (en) (ASAS). Avec le système d’alerte ASAS, Pojmański a découvert deux nouvelles comètes : C/2004 R2 (ASAS) et C/2006 A1 (Pojmański). Pojmański se connecte au télescope automatique ASAS situé à l'Observatoire de Las Campanas, au Chili, via Internet. 

## Publications
- Binaires à éclipses dans le catalogue ASAS par B. Paczynski, D. Szczygiel, B. Pilecki, G. Pojmański
- Le sondage automatisé All Sky. Le catalogue des étoiles variables. V. Déclinaisons de 0 à 28 degrés de l'hémisphère nord par G. Pojmański, B. Pilecki et D. Szczygiel
- Le sondage automatisé All Sky. Le catalogue des étoiles variables. IV.18 ^ h - 24h h Quartier de l'hémisphère sud par G. Pojmański, Gracjan Maciejewski
- Le sondage automatisé All Sky. Le catalogue des étoiles variables. III. 12h - 18h Quartier de l'hémisphère sud de G. Pojmański, Gracjan Maciejewski
- Le sondage automatisé All Sky. Le catalogue des étoiles variables. II.6h-12h Quartier de l'hémisphère sud de G. Pojmański
- Le sondage automatisé All Sky. Un catalogue de presque 3900 étoiles variables de G. Pojmański
- Le sondage automatisé All Sky. Étoiles variables dans le quart d' heure - 6h de l'hémisphère sud par G.Pojmański
- Structure verticale des disques d' accroissement avec coronae chaude dans AGN par A. Rożańska, B. Czerny (Centre astronomique Pologne de N.Copernicus), PT Zycki (Université de Durham en Angleterre), G. Pojmański (Observatoire astronomique de l'Université de Varsovie en Pologne)
- Le sondage automatisé All Sky. Le catalogue des étoiles variables de la période courte dans les champs sélectionnés par G. Pojmański
- Le sondage automatisé All Sky de G. Pojmanski